# Carbide (Virginia Occidental)
Carbide es un área no incorporada ubicada dentro del Distrito 1, una división civil menor del condado de Wetzel, Virginia Occidental, Estados Unidos. Está catalogada como un asentamiento humano por la Junta de Nombres Geográficos de los Estados Unidos.
El número de identificación (ID) asignado por el Servicio Geológico de Estados Unidos es 1554069.

## Geografía
Se encuentra a una altitud de 223 metros sobre el nivel del mar (732 pies) según el conjunto de datos de elevación nacional.